# Classe Etna (incrociatore 1941)
La classe Etna fu una classe di incrociatori leggeri della Regia Marina italiana, composta da due unità varate tra il 1941 e il 1942.
Le due unità furono ordinate nel 1938 dal governo della Thailandia ai cantieri della CRDA di Trieste come classe Taksin, e la loro costruzione ebbe inizio nell'agosto-settembre del 1939. Dopo lo scoppio della seconda guerra mondiale il governo italiano valutò la possibilità di requisirle per impiegarle con la propria marina, decisione formalizzata però solo nell'agosto 1942 con molto ritardo; si decise di completare le due navi, varate ma non ancora allestite, come incrociatori antiaerei per la scorta dei convogli di rifornimenti, ma i lavori procedettero molto a rilento e nel giugno 1943 furono sospesi con le unità ancora largamente incomplete.
Nel settembre 1943 i due scafi furono catturati dai tedeschi a Trieste, ma non venne fatto alcuno sforzo per completarli; autoaffondati nel maggio 1945, furono riportati a galla e quindi demoliti nell'immediato dopoguerra.

## Caratteristiche

### Come classe Taksin
Nel 1935 il governo dell'allora Regno del Siam (Regno di Thailandia dal 1939) approvò un notevole piano di riarmo navale del valore di 18 milioni di baht per potenziare la Marina militare, piuttosto trascurata e ancora basata su unità varate a cavallo tra il XIX e il XX secolo ormai obsolete; il piano riguardava la costruzione di varie unità come torpediniere e sommergibili, ma anche di navi di grosso tonnellaggio come corazzate costiere e incrociatori. Vari contratti furono aggiudicati a cantieri navali del vicino Impero giapponese, ma anche la cantieristica militare italiana, che nella prima metà del XX secolo era molto attiva nelle esportazioni all'estero dei suoi prodotti, si vide attribuire alcune importanti commesse: nel 1935 la ditta Cantieri Riuniti dell'Adriatico (CRDA) si vide attribuire il contratto per la fornitura di nove piccole torpediniere da 470 tonnellate di dislocamento (la classe Trad, versione in scala ridotta delle torpediniere classe Spica della Regia Marina), seguito nel 1937 da quello per la fornitura di due posamine da 400 tonnellate (classe Bangrachan).
Soddisfatto per questi prodotti, nel 1938 il governo di Bangkok siglò un nuovo contratto con la CRDA per la fornitura di due piccoli incrociatori leggeri da 6.000 tonnellate di dislocamento; la costruzione delle due unità (il capoclasse Taksin e il gemello Naresuan) ebbe quindi inizio tra l'agosto e il settembre 1939 presso gli stabilimenti della CRDA di Trieste. Secondo il progetto originario, i Taksin thailandesi avrebbero avuto uno scafo lungo fuori tutto 153,8 metri, largo 14,5 metri per un pescaggio a pieno carico di 5,95 metri; il dislocamento standard si sarebbe aggirato sulle 5.900 tonnellate, salendo a 6.533 tonnellate con la nave a pieno carico; l'equipaggio ammontava a 580 uomini tra ufficiali e marinai. Il sistema propulsivo si sarebbe basato su due turbine a vapore della Parsons, azionanti altrettanti alberi motore e alimentate da tre caldaie Yarrow a olio combustibile; la potenza complessiva si sarebbe aggirata sui 40.000 shp (30.000 kW) per una prevista velocità massima di 28 nodi (52 km/h).
L'armamento originario si sarebbe basato, per la lotta antinave, su sei cannoni Bofors 15 cm/53 (5.9"), suddivisi in tre torri binate di cui una a prua e due a poppa sovrapposte; la protezione antiaerea si sarebbe invece basata su sei cannoni da 76/40 Mod. 1916 R.M. in impianti singoli e quattro impianti binati di mitragliere Breda Mod. 31 da 13,2/76 mm, disposti a centro nave attorno alla sovrastruttura. Era inoltre prevista l'installazione di due impianti tripli di tubi lanciasiluri da 533 mm nonché di una catapulta per il lancio di due idrovolanti. La protezione verticale vedeva una cintura corazzata spessa 60 mm, mentre quella orizzontale era data da un ponte corazzato spesso tra i 35 e i 20 mm; le torrette erano protette da una blindatura spessa 20 mm, mentre la torre di comando era protetta da 60 mm di corazzatura.

### Come classe Etna
La costruzione delle due unità non subì alcuna variazione a seguito dell'entrata dell'Italia nella seconda guerra mondiale nel giugno 1940 né il governo italiano decise di procedere a una loro confisca a favore della Regia Marina, una scelta discutibile forse dettata dall'illusione delle autorità fasciste circa un conflitto di breve durata; i lavori di allestimento procedettero comunque a velocità ridotta. Il varo del Naresuan ebbe luogo a Trieste il 6 agosto 1941, e i lavori controllati dal committente proseguirono fino al dicembre seguente quando anche la Thailandia entrò nel conflitto alleandosi con l'Impero giapponese; solo allora il governo italiano si interessò alle due unità e iniziò a proporre piani per la loro acquisizione e integrazione nella Marina italiana. Il Taksin fu varato il 28 maggio 1942 e quindi accantonato come il gemello in attesa degli eventi; la confisca delle due unità da parte del governo italiano venne formalizzata solo il 6 agosto 1942.
Nell'integrare le due unità nella Regia Marina (il Taksin come Etna e il Naresuan come Vesuvio) si decise di rivisitare il progetto originario per trasformare le due navi in incrociatori antiaerei, da impiegare come unità di scorta per i convogli di rifornimenti dell'Asse diretti sul fronte nordafricano; si decise anche di modificare gli allestimenti interni per ricavare stive di carico in cui imbarcare truppe e materiali, onde impiegare le unità anche nel ruolo di trasporti veloci.
Dimensioni dello scafo e sistema di propulsione furono conservati identici ai precedenti, ma tutto l'armamento originario come pure le sistemazioni aeronautiche vennero sbarcate e rimpiazzate da nuovi sistemi: armamento principale sarebbero stati sei cannoni OTO/Ansaldo 135/45 mm, disposti in tre torri binate di nuova concezione (sempre una a prua e due a poppa sovrapposte) dotate di una elevazione tale da consentire l'impiego dei pezzi sia nel tiro antinave che in quello antiaereo; sempre in funzione antiaerea sarebbero stati imbarcati sei cannoni della Ansaldo da 65/64 mm in impianti singoli (un nuovo modello ancora in fase di elaborazione, poi mai entrato in servizio), oltre a sei impianti binati di mitragliere Breda 20/65 Mod. 1935. La risistemazione degli spazi interni portò alla creazione di quattro stive di carico capaci di ospitare fino a 1.000 soldati o 500 tonnellate di materiali; erano inoltre presenti due piccole gru a prua e poppa per la movimentazione dei carichi.
L'allestimento delle due unità procedette molto a rilento, sia per via di continui ripensamenti sul loro progetto che per la difficile situazione bellica italiana, e nel giugno 1943 se ne decise la sospensione dell'approntamento. Nel settembre 1943, al momento dell'armistizio di Cassibile tra l'Italia e gli Alleati, il completamento delle due unità era ben lungi dall'essere terminato, aggirandosi solo sul 60-65% dei lavori. I due scafi incompleti caddero in mano ai tedeschi al momento dell'occupazione di Trieste il 10 settembre 1943, ma non venne fatto nessuno sforzo per completare le due unità; entrambe finirono quindi autoaffondate nel maggio 1945 a Trieste al momento della resa delle forze tedesche, venendo poi recuperate e demolite nel 1948.

## Unità
| Nome     | Impostazione      | Varo           | Entrata in servizio | Destino finale |
| -------- | ----------------- | -------------- | ------------------- | --- |
| Taksin   | 23 settembre 1939 | 28 maggio 1942 | mai completato      | requisito dall'Italia il 6 agosto 1942 e rinominato Etna; autoaffondato a Trieste nel maggio 1945, recuperato e demolito nel 1948    |
| Naresuan | 26 agosto 1939    | 6 agosto 1941  | mai completato      | requisito dall'Italia il 6 agosto 1942 e rinominato Vesuvio; autoaffondato a Trieste nel maggio 1945, recuperato e demolito nel 1948 |